# Марш жінок (2017)
«Марш жінок» (англ. WomenMarch) — масштабна феміністська акція протесту в столиці США Вашингтоні та інших містах США, підтримана осередками соціальних флешмобів по цілому світу, що пройшла на наступний день після інавгурації 45-го президента США Дональда Трампа. У ній взяли участь близько 2 мільйонів осіб. Акція була присвячена захисту прав жінок, прав ЛГБТ-спільноти, расової рівності, свободи віросповідання та прав трудящих, а також питанням, що стосуються реформи імміграційного режиму і реформи охорони здоров'я. Приводом для «Маршу жінок» послужили висловлювання Дональда Трампа, розцінені як образливі, зокрема сексистські.

## Значення
«Марш жінок» став наймасовішим протестом в історії Америки в перший день роботи нового президента.
Серед тих, хто прийшли на марш — співачка Мадонна, відома неприйняттям політики Трампа. На марші вона лаяла матом нового президента, а також заявила, що хотіла б підірвати Білий дім. У марші взяли участь Кеті Перрі, Голзі, Трой Сіван, Бо Бернем, Скарлетт Йоганссон, Емі Шумер, Патрісія Аркетт і Майкл Мур. Негативно оцінив марш Джессі Джеймс.
Сестринські марші відбулися у великих американських містах — Лос-Анджелесі, Сан-Франциско, Чикаго, Бостоні, Сіетлі, Денвері, Далласі, Нешвілі, Парк-Сіті, Клівленді, Лас-Вегасі та інших.
Сестринські марші пройшли також в містах 66 країн світу: Торонто, Ванкувері, Кейптауні, Бангкоку, Буенос-Айресі, Лондоні і Дубліні, Парижі, Амстердамі, Римі, Лісабоні, Мадриді, Берліні, Стокгольмі, Хельсінкі, Осло, Тель-Авіві, Тбілісі, Найробі та інших містах.